# Joseba Etxeberria
Joseba Andoni Etxeberria Lizardi, né le 5 septembre 1977 à Elgoibar, est un ancien footballeur international espagnol évoluant au poste d'ailier du milieu des années 1990 au début des années 2010. Il est désormais entraîneur.
Il est surnommé à l'Athletic Bilbao le Coq de par ses attitudes sur le terrain (tête haute et provocations).

## Biographie
En 1995, il participe à la Coupe du monde des moins de 20 ans au Qatar, l'équipe espagnole termine 4e et il est meilleur buteur de la compétition avec 7 buts (dont un coup du chapeau en quart de finale contre la Russie).
Il fait partie de la sélection espagnole pour la Coupe du monde 1998, l'Euro 2000 (où il inscrit un but face à la Slovénie) et l'Euro 2004.
Le 1er octobre 2008, il signe un contrat avec l'Athletic Bilbao qui stipule qu'il jouera la saison 2009-2010, sa dernière chez les professionnels, gratuitement,.

## Statistiques

### Statistiques détaillées
| Saison                | Club                  | Championnat           | Championnat | Championnat | Championnat | Coupe(s) nationale(s) | Coupe(s) nationale(s) | Coupe(s) nationale(s) | Supercoupe | Supercoupe | Supercoupe | Compétition(s) continentale(s) | Compétition(s) continentale(s) | Compétition(s) continentale(s) | Compétition(s) continentale(s) | Espagne | Espagne | Espagne | Total | Total | Total |
| Saison                | Club                  | Division              | M.          | B.          | P.d.        | M.                    | B.                    | P.d.                  | M.         | B.         | P.d.       | Comp.                          | M.                             | B.                             | P.d.                           | M.      | B.      | P.d.    | M.    | B.    | P.d.  |
| 1994-1995             | Real Sociedad         | Primera División      | 7           | 2           | 0           | 1                     | 0                     | 0                     | -          | -          | -          | -                              | -                              | -                              | -                              | -       | -       | -       | 8     | 2     | 0     |
| Sous-total            | Sous-total            | Sous-total            | 7           | 2           | 0           | 1                     | 0                     | 0                     | -          | -          | -          | -                              | -                              | -                              | -                              | -       | -       | -       | 8     | 2     | 0     |
| 1995-1996             | Athletic Bilbao       | Primera División      | 33          | 7           | 0           | 6                     | 3                     | 0                     | -          | -          | -          | -                              | -                              | -                              | -                              | -       | -       | -       | 39    | 10    | 0     |
| 1996-1997             | Athletic Bilbao       | Primera División      | 35          | 6           | 0           | 1                     | 0                     | 0                     | -          | -          | -          | -                              | -                              | -                              | -                              | -       | -       | -       | 36    | 6     | 0     |
| 1997-1998             | Athletic Bilbao       | Primera División      | 36          | 11          | 2           | 4                     | 2                     | 0                     | -          | -          | -          | C3                             | 3                              | 0                              | 0                              | 7       | 2       | 1       | 50    | 15    | 3     |
| 1998-1999             | Athletic Bilbao       | Primera División      | 36          | 5           | 2           | 2                     | 1                     | 0                     | -          | -          | -          | C1                             | 8                              | 2                              | 0                              | 7       | 4       | 1       | 53    | 12    | 3     |
| 1999-2000             | Athletic Bilbao       | Primera División      | 35          | 10          | 6           | 2                     | 2                     | 0                     | -          | -          | -          | -                              | -                              | -                              | -                              | 14      | 1       | 2       | 51    | 13    | 8     |
| 2000-2001             | Athletic Bilbao       | Primera División      | 28          | 5           | 4           | 3                     | 0                     | 0                     | -          | -          | -          | -                              | -                              | -                              | -                              | 5       | 1       | 0       | 36    | 6     | 4     |
| 2001-2002             | Athletic Bilbao       | Primera División      | 31          | 8           | 1           | 6                     | 1                     | 0                     | -          | -          | -          | -                              | -                              | -                              | -                              | 2       | 0       | 0       | 39    | 9     | 1     |
| 2002-2003             | Athletic Bilbao       | Primera División      | 33          | 14          | 6           | -                     | -                     | -                     | -          | -          | -          | -                              | -                              | -                              | -                              | 6       | 1       | 0       | 39    | 15    | 6     |
| 2003-2004             | Athletic Bilbao       | Primera División      | 34          | 6           | 5           | 1                     | 0                     | 0                     | -          | -          | -          | -                              | -                              | -                              | -                              | 11      | 3       | 1       | 46    | 9     | 6     |
| 2004-2005             | Athletic Bilbao       | Primera División      | 33          | 3           | 8           | 7                     | 1                     | 0                     | -          | -          | -          | C3                             | 8                              | 2                              | 1                              | -       | -       | -       | 48    | 6     | 9     |
| 2005-2006             | Athletic Bilbao       | Primera División      | 29          | 4           | 4           | 2                     | 0                     | 0                     | -          | -          | -          | -                              | -                              | -                              | -                              | -       | -       | -       | 31    | 4     | 4     |
| 2006-2007             | Athletic Bilbao       | Primera División      | 28          | 3           | 4           | 2                     | 0                     | 0                     | -          | -          | -          | -                              | -                              | -                              | -                              | -       | -       | -       | 30    | 3     | 4     |
| 2007-2008             | Athletic Bilbao       | Primera División      | 25          | 4           | 3           | -                     | -                     | -                     | -          | -          | -          | -                              | -                              | -                              | -                              | -       | -       | -       | 25    | 4     | 3     |
| 2008-2009             | Athletic Bilbao       | Liga                  | 22          | 2           | 2           | 3                     | 0                     | 0                     | -          | -          | -          | -                              | -                              | -                              | -                              | -       | -       | -       | 25    | 2     | 2     |
| 2009-2010             | Athletic Bilbao       | Liga                  | 7           | 0           | 0           | 2                     | 0                     | 0                     | 2          | 0          | 0          | C3                             | 7                              | 2                              | 1                              | -       | -       | -       | 18    | 2     | 1     |
| Sous-total            | Sous-total            | Sous-total            | 445         | 88          | 44          | 41                    | 10                    | 0                     | 2          | 0          | 0          | -                              | 26                             | 6                              | 2                              | 53      | 12      | 5       | 567   | 116   | 51    |
| Total sur la carrière | Total sur la carrière | Total sur la carrière | 452         | 90          | 46          | 42                    | 10                    | 0                     | 2          | 0          | 0          | -                              | 26                             | 6                              | 2                              | 53      | 12      | 5       | 575   | 118   | 53    |

### Buts internationaux
| 0  | Date             | Sélection | Lieu                                                     | Adversaire         | Score | Résultat | Compétition                       |
| -- | ---------------- | --------- | -------------------------------------------------------- | ------------------ | ----- | -------- | --------------------------------- |
| 1  | 19 novembre 1997 | 1         | Lluís Sitjar, Palma, Espagne                             | Roumanie           | 1-0   | 1-1      | Match amical                      |
| 2  | 25 mars 1998     | 3         | Stade Balaídos, Vigo, Espagne                            | Suède              | 4-0   | 4-0      | Match amical                      |
| 3  | 14 octobre 1998  | 10        | Ramat Gan Stadium, Tel Aviv, Israël                      | Israël             | 1-2   | 1-2      | Éliminatoires Euro 2000           |
| 4  | 31 mars 1999     | 13        | Stadio Olimpico, Serravalle, Saint Marin                 | Saint-Marin        | 1-6   | 0-6      | Éliminatoires Euro 2000           |
| 5  | 5 juin 1999      | 15        | El Madrigal, Vila-real, Espagne                          | Saint-Marin        | 3-0   | 9-0      | Éliminatoires Euro 2000           |
| 6  | 5 juin 1999      | 15        | El Madrigal, Vila-real, Espagne                          | Saint-Marin        | 4-0   | 9-0      | Éliminatoires Euro 2000           |
| 7  | 18 juin 2000     | 28        | Amsterdam Arena, Amsterdam, Pays-Bas                     | Slovénie           | 1-2   | 1-2      | Euro 2000                         |
| 8  | 2 septembre 2000 | 32        | Stade Asim Ferhatović Hase, Sarajevo, Bosnie-Herzégovine | Bosnie-Herzégovine | 1-2   | 1-2      | Éliminatoires Coupe du monde 2002 |
| 9  | 29 mars 2003     | 39        | Stade olympique de Kiev, Kiev, Ukraine                   | Ukraine            | 1-2   | 2-2      | Éliminatoires Euro 2004           |
| 10 | 6 novembre 2003  | 43        | Stade D. Afonso Henriques, Guimarães, Portugal           | Portugal           | 0-1   | 0-3      | Match amical                      |
| 11 | 19 novembre 2003 | 47        | Ullevaal Stadion, Oslo, Norvège                          | Norvège            | 0-3   | 0-3      | Éliminatoires Euro 2004           |
| 12 | 18 février 2004  | 48        | Estadi Olímpic Lluís Companys, Barcelone, Espagne        | Pérou              | 1-0   | 2-1      | Match amical                      |